# Armée péruvienne
L’armée péruvienne (Éjercito del Perú) est l'armée de terre de la République du Pérou. Elle est une des trois composantes des forces armées péruviennes avec la marine et la force aérienne péruviennes. Ses objectifs sont de maintenir l'intégrité territoriale et la souveraineté nationale du Pérou,,. Cette armée a pour objectifs également de protéger le pays des menaces intérieures. Elle est composée d'environ 70 000 soldats.
Le commandant en chef des armées (terre, mer, air) est le ministre de la Défense.

## Organisation du personnel
- Officiers généraux:
  - General del Ejército (général d'armée)
  - General de División (général de division)
  - General de Brigada (général de brigade)
- Officiers supérieurs
  - Coronel (colonel)
  - Teniente Coronel (lieutenant colonel)
  - Mayor (major)
- Officiers subalternes
  - Capitán (capitaine)
  - Teniente (lieutenant)
  - Subteniente o Alférez (sous-lieutenant)

Cadets
- Cadete de 5to. año.
- Cadete de 4to. año.
- Cadete de 3er. año.
- Cadete de 2do. año.
- Cadete de 1er. año.
- Techniciens et sous-officiers
  - Técnico Jefe Superior
  - Técnico Jefe
  - Técnico 1ro
  - Técnico 2do
  - Técnico 3ro
  - Suboficial 1ro
  - Suboficial 2do
  - Suboficial 3ro

Recrues
- Alumno de 3er. año.
- Alumno de 2do. año.
- Alumno de 1er. año.
- Troupes du Service militaire
  - Sargento 1ro
  - Sargento 2do
  - Cabo
  - Soldado

## Hymne

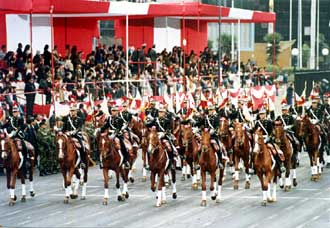
Régiment de cavalerie de l'école militaire du Pérou.

El ejército unido a la historia
por fecunda y viril tradición,
se corona con lauros de gloria
al forjar una libre nación.
Evocando un pasado glorioso
del Incario su antiguo esplendor,
Ayacucho, Junín, Dos de Mayo
libertad conquistó con valor.
Zarumilla, La Breña y Arica
gestas son que a la historia legó
Bolognesi ¡oh, sublime soldado!
por patrono ejemplar te aclamó.
Las fronteras altivo defiende
cual guardián del honor nacional
de su pueblo recibe las armas
y es bastión de justicia social.
Soy soldado que en filas milito
y un deber tengo yo que cumplir,
a la patria vivir consagrado
y por ella luchar a morir.

## Équipement
[Quand ?]

### Armes de l'infanterie
- Fusil d'assaut Heckler&Koch G3 7,62 × 51 mm
- Fusil d'assaut IMI GALIL 5,56 × 45 mm
- Fusil d'assaut AK-47 7,62 × 39 mm
- Fusil d'assaut FN FAL 7,62 × 51 mm

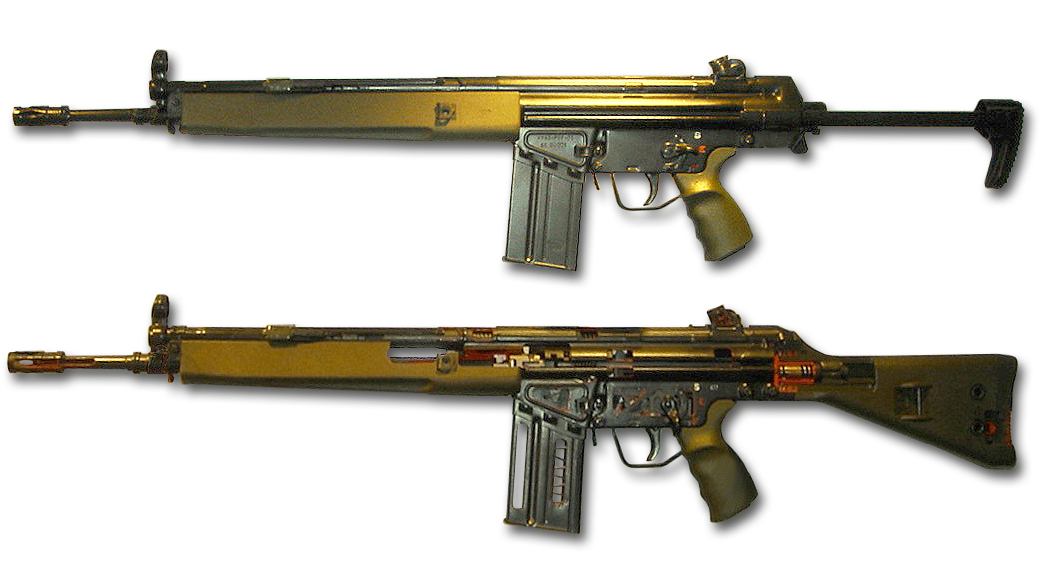
Le fusil d'assaut G-3, de conception allemande (Heckler & Koch)

- Pistolet mitrailleur MP5 9 × 19 mm
- Pistolet mitrailleur p. 90 5,7 × 28 mm
- Pistolet mitrailleur IMI UZI 9 × 19 mm
- Mitrailleuse M60 7,62 × 51 mm
- Mitrailleuse FN MAG 7,62 × 51 mm
- Mitrailleuse DShK 12,7 × 108 mm
- Mitrailleuse Browning M2HB 12,7 × 99 mm
- Mitrailleuse MGL 40 × 46 mm

### Véhicules blindés

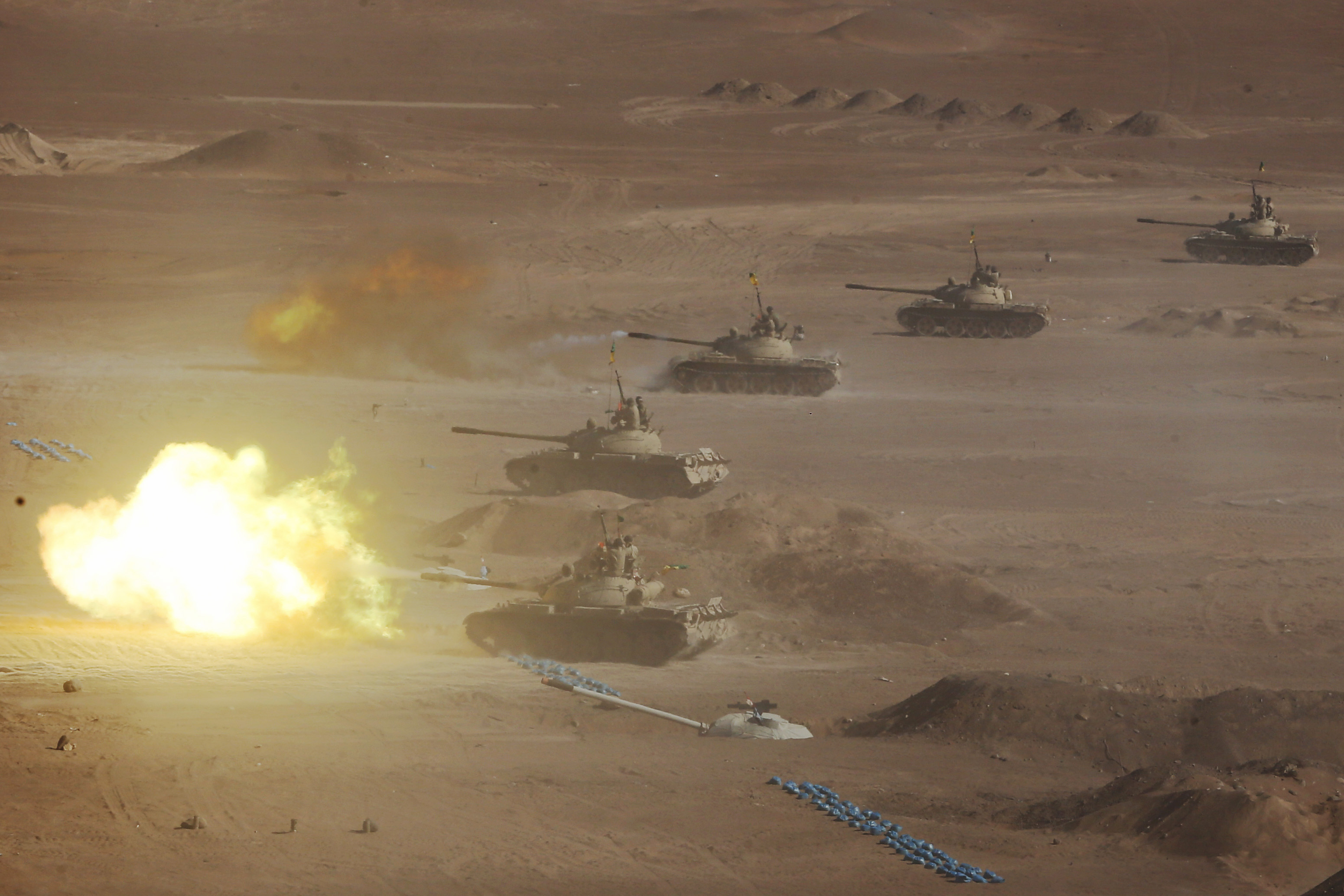
Des T-55 péruviens en manœuvres en 2015.

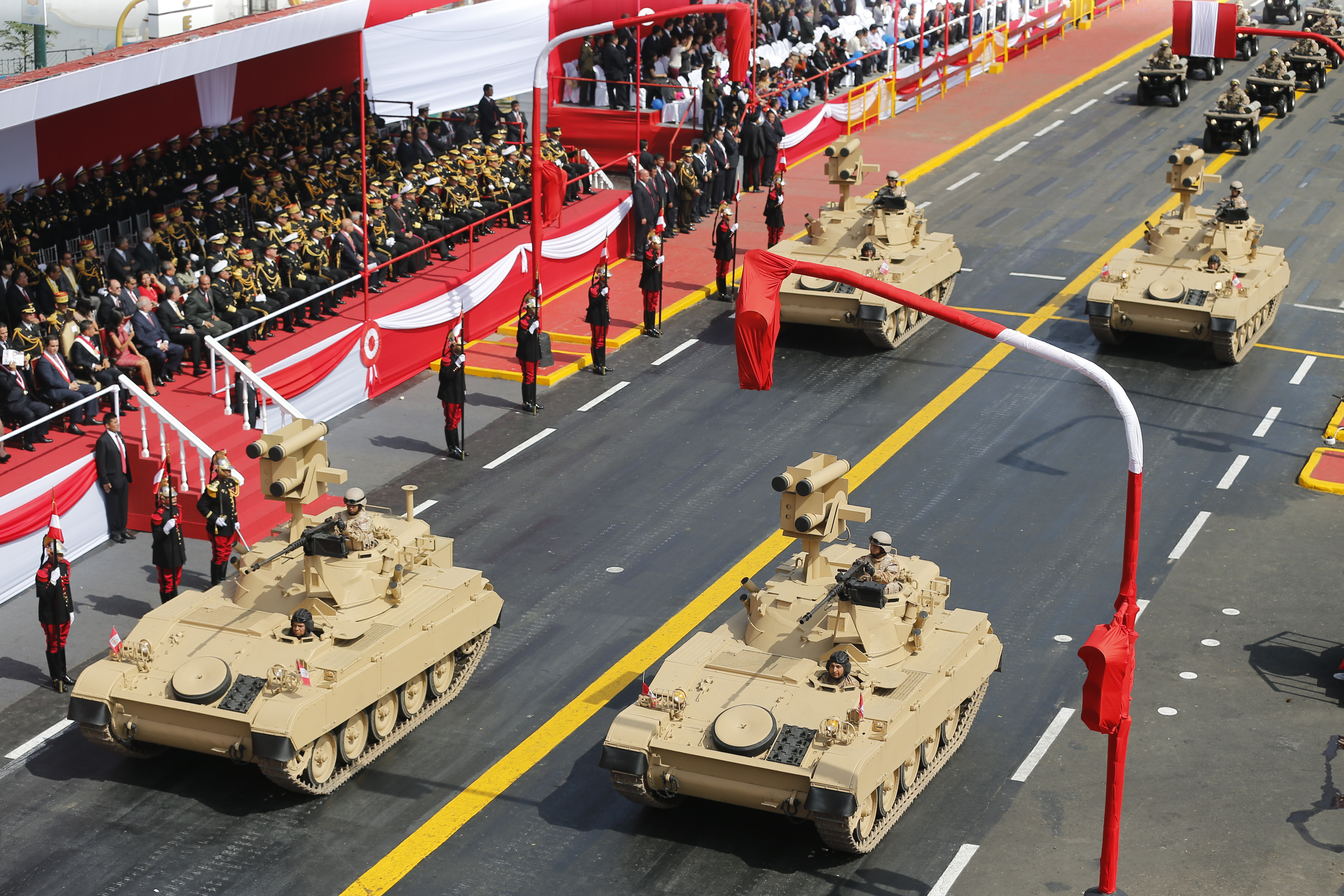
Des AMX-13 Alacrán avec lance-missiles antichars 9M133 Kornet.

- ~ 100 K2 Black Panther  devant être livrés a partir du 17 mars 2025[4]
- 300 x T-55
- 110 x AMX-13 (Une partie converti en lance-missiles antichars[5] et obusiers automoteurs[6])
- 250 x M113
- 130 x Thyssen Henschel UR-416
- 30 x BRDM-2/Malyutka
- 113 x Fiat - OTO Melara 6616
- 87 x Fiat - OTO Melara 6614
- 24 x Véhicule d'attaque tout terrain "LOBO"

### Artillerie
- 12 x M109 de 155 mm
- 14 x LRM BM-21 Grad de 122 mm
- 75 x M101A 105 mm
- 72 x M-56 Howitzer (en) de 105 mm
- 24 x OTO Melara Mod 56 105 mm
- 36 x D-30 de 122 mm
- 36 x M1954 de 130 mm
- 12 x Mk F3 155 mm 155 mm

### Armes antichars

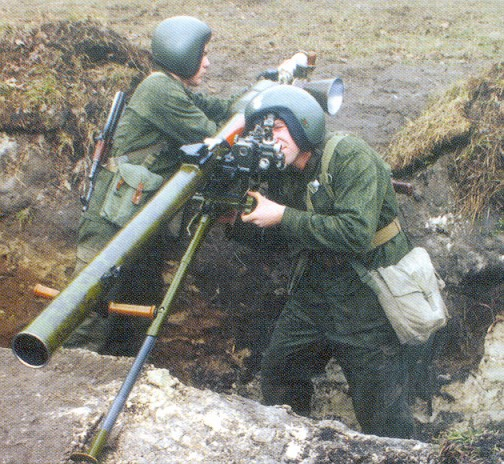
Un SPG-9

- RPG-7V 40 mm ATW
- M-40A2 106 mm RCL
- SPG-973 mm RCL
- Czecalsky 105 mm RCL
- Carl Gustav M-284 mm RCL
- 9M14 Malyutka MACLOS ATGM
- 9M14-2T Malyutka 2 SACLOS ATGM
- Kornet E SACLOS ATGM

### Armes antiaériennes

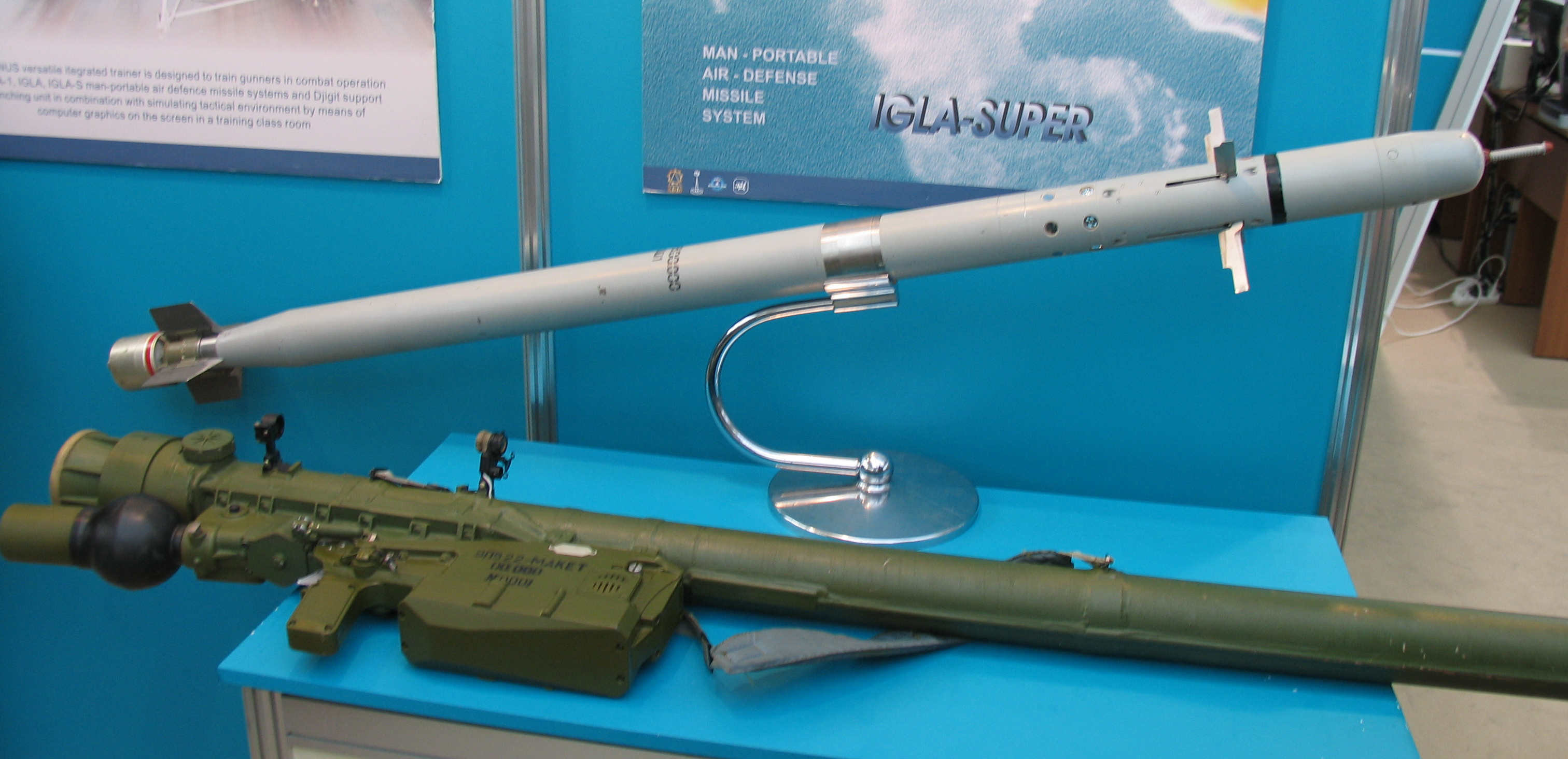
L'Igla Super, développé par l'Union soviétique

- 125 x L/60/L/7 040 mm
- 45 x ZSU-23-4 Shilka 23 mm
- 236 x 9K310 Igla-1
- 260 x 9K318 Super Igla
- 160 x Pechora SA-3

### Aviation

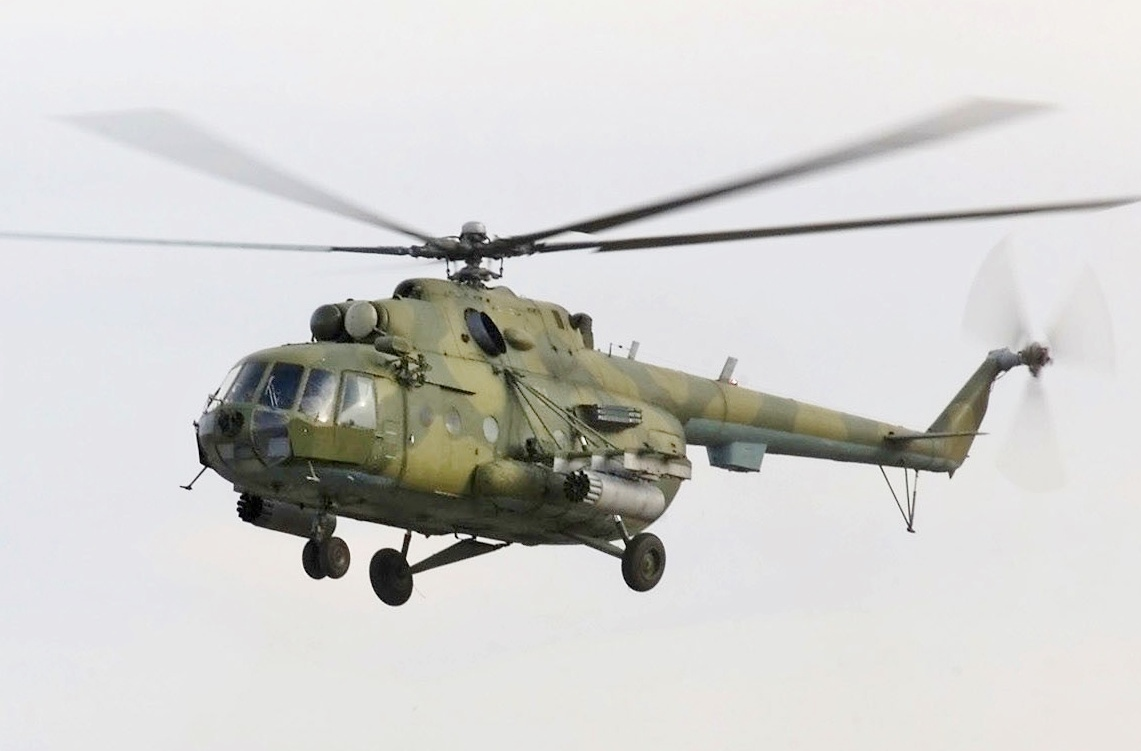
L'hélicoptère de transport Mil Mi-17

- 1 x Cessna 208
- 2 x Cessna 303
- 2 x Pipper PA-31
- 1 x Pipper PA-34
- 5 x Ilyushin II-103
- 2 x Antonov An-28
- 2 x Antonov An-32
- 1 x Beechcraft King Air
- 5 x Agusta A109
- 5 x Enstrom F-28
- 6 x Mil Mi-2
- 23 x Mil Mi-17
- 3 x Mil Mi-26

## Héros et patrons
- Patron de l'armée: Francisco Bolognesi Cervantes[7],[8]
- Patron de l'infanterie: Andrés Avelino Cáceres[9]
- Patron de la cavalerie: Ramón Castilla y Marquezado[10],[11],[12]
- Patron de l'artillerie: José Joaquín Inclán Gonzáles Vigil[13]
- Patron du génie: Pedro Ruiz Gallo
- Patron des communications: José Olaya
- Patron des services des matériels de guerre: Leoncio Prado Gutiérrez
- Patron des services de l'intendance: Pedro Muñiz Sevilla
- Patron des services de santé: José Casimiro Ulloa Bucello
- Patron des services juridiques: Mariano Melgar[14]